# Фроловская (Красноборский район)
Фроло́вская — деревня в Красноборском районе Архангельской области Российской Федерации. Входит в состав Алексеевского сельского поселения.

## Географическое положение
Деревня расположена на левом берегу реки Северная Двина в 5 км к северо-западу от центра района Красноборского района села Красноборск (7 км по автодороге), в 55 км (65 км по автодороге) от ближайшей ж\д станции Ядриха.

## Население
Численность населения деревни, по данным Всероссийской переписи населения 2010 года, составляла 441 человек. Постоянное население деревни составляло 478 человек (по данным на 2009 г.), в том числе 103 пенсионера и 66 детей. Население деревни с близлежащими деревнями (Калинка-Гридинская и Путятинская) составляет 565 человек.

## Экономика
В деревне имеется несколько продовольственных магазинов, промтоварный магазин и др.

### Карты
- Фроловская на карте Wikimapia